# Бикилек
Бикилек — озеро в Фёдоровском районе Костанайской области Казахстана. Находится к северо-западу от посёлка Бикилек и в 5 км к северо-востоку от села Успенка.
По данным топографической съёмки 1943 года, площадь поверхности озера составляет 1,38 км². Наибольшая длина озера — 1,5 км, наибольшая ширина — 1,2 км. Длина береговой линии составляет 4,3 км, развитие береговой линии — 1,02. Озеро расположено на высоте 178,2 м над уровнем моря.